# RA 001–004
Die Akkumulatortriebwagen der Reihe RA 001 bis 004 waren Experimental-Fahrzeuge, die von der italienischen Bahngesellschaft Società per le Strade Ferrate Meridionali, Betreiber der Rete Adriatica, ab 1901 in Betrieb genommen wurden. Der wagenbauliche Teil wurde von dem Fahrzeughersteller Diatto in Turin gefertigt, die Akkumulatoren und elektrische Ausrüstung von der Firma Ganz in Ungarn geliefert.

## Geschichte
Die Fahrzeuge waren in Bologna beheimatet und wurden auf den Strecken von dort nach Modena und nach San Felice erprobt.
Aufgrund von Problemen wurden die Fahrzeuge schon 1903 wieder ausgemustert.
Ein Fahrzeug war an der Weltausstellung Paris 1900 ausgestellt.

## Technik
Die Triebwagen waren für den Betrieb auf Strecken mit Steigungen im Bereich von 3 bis 6 ‰ vorgesehen. Der Antrieb erfolgte durch Reihenschlussmotoren jeweils auf die äußere Achse jedes Drehgestells. Sie waren bei Anfahrt in Reihe geschaltet und konnten während der Fahrt parallel geschaltet werden. Der Fahrgastraum hatte zwei Großraumabteile mit Mittelgang, die im gesamten 32 Sitzplätze anboten. In der Mitte war ein Gepäckabteil, an beiden Wagenenden waren Einstiegsplattformen mit abgetrennter Führerkabine.
Die Bleibatterie nach dem System Pescetto stammte von Cruto aus Turin. Sie war unter dem Wagenboden untergebracht und bestand aus 288 Zellen. Die Kapazität betrug 180 Ah bei einer Entladung während 2,5 Stunden, wobei der mittlere Entladestrom 100 A betrug.
Die Triebwagen erreichten eine Reisegeschwindigkeit von 29 km/h. Sie wogen leer 33 t, wobei die Batterie 8 t wog und die Fahrmotoren zusammen 4 t. Nach rund 100 km mussten die Batterien wieder aufgeladen werden.